# Act Tower
Act Tower (яп. アクトタワー Акуто тава:) — 213-метровый и 45-этажный  небоскрёб, расположенный по адресу 111-2 Итаямати, район Нака, город Хамамацу, префектура Сидзуока, Япония. Строительство небоскреба было завершено 7 октября 1994 года, официальное открытие произошло в августе 1994 года. Это самое высокое здание в городе Хамамацу, в префектуре Сидзуока, и за пределами трех крупнейших мегалополисов Японии. Верхние 17 этажей занимает отель Okura Act City. На верхнем этаже расположена смотровая площадка, стойка регистрации и свадебная часовня, что делает его одним из самых высоких мест в Японии для проведения свадеб. Здание было спроектировано так, чтобы напоминать губную гармонику, отдавая дань уважения производителям  музыкальных инструментов со штаб-квартирой в городе Хамамацу, включая Yamaha, Roland, Kawai и Tokai Gakki. Act Tower двадцать четвёртый по высоте небоскрёб в Японии по состоянию на 2018 год. Верхнюю часть небоскрёба занимает отель, нижнюю часть - офисы и магазины. 
Из-за частых сильных ветров дующих с гор называемых Караккадзе в местности где стоит город Хамамацу и в связи с землетрясениями для больше устойчивости в небоскрёбе установлены два инерционных демпфера (производства Mitsubishi Heavy Industries) на 45 этаже. При обнаружении колебаний на 1 см или более, 90 тонные инерционные демпферы начинают двигаться с помощью компьютерного управления, они предназначен для гашения колебаний. До завершения строительства небоскрёбов башен-близнецов JR Central Towers в городе Нагоя в 1998 году было самым высоким зданием в регионе Тюбу. Съемка 2-й серии 3 сезона («Этот человек, занят») популярного детективного сериала Фурухата Нинзабуро проходила в здании небоскрёба Act Tower.
На крыше здания находиться вертодром, и ретранслятор для передачи радио. 